# Zulhijjah Binti Azan
Zulhijjah Binti Azan (* 12. Juli 1990 in Kuala Lumpur) ist eine ehemalige malaysische Squashspielerin. 

## Karriere
Zulhijjah Binti Azan spielte von 2007 bis 2015 auf der PSA World Tour. Ihre beste Platzierung in der Weltrangliste erreichte sie mit Rang 63 im November 2013. Mit der malaysischen Nationalmannschaft nahm sie 2014 an der Weltmeisterschaft teil und wurde Vizeweltmeister.
Ihr Bruder Muhd Asyraf Azan ist ebenfalls Squashspieler. Sie ist seit 2015 mit dem malaysischen Cricketnationalspieler Syazrul Ezat Idrus verheiratet.

## Erfolge
- Vizeweltmeister mit der Mannschaft: 2014